# Goetzeoideae
Sous-famille
La sous-famille des Goetzeoideae est une sous-famille de plantes à fleurs de la famille des Solanaceae. 

## Liste des genres et espèces
Selon NCBI (2 mars 2012) :
- genre Coeloneurum
  - Coeloneurum ferrugineum
- genre Espadaea
  - Espadaea amoena
- genre Goetzea
  - Goetzea ekmanii
  - Goetzea elegans
- genre Henoonia
  - Henoonia myrtifolia